# Estación de Boca Ratón
Boca Ratón es una estación de tren en Boca Ratón, Florida. Es atendido por Brightline, que conecta Miami, Aventura, Fort Lauderdale, West Palm Beach y, para 2023, Orlando. La estación está ubicada cerca de Mizner Park, justo al lado de la Biblioteca pública de Boca Ratón, y tiene 2.000 m2 en un terreno de 1,8 acres. Fue inaugurada el 21 de diciembre de 2022.

## Historia
En 2019, el alcalde Scott Singer de Boca Ratón le propuso a Brightline agregar una estación en Boca Ratón debido a su mercado clave. Brightline consideró la oportunidad y decidió enviar una carta a la ciudad de Boca Ratón sobre la posibilidad de agregar su ciudad como estación de relleno a lo largo de la ruta de Florida. Brightline propuso construir la estación y la infraestructura ferroviaria mientras que la ciudad cubriría los requisitos y costos de acceso y zonificación. En diciembre de 2019, el Ayuntamiento de Boca Ratón aprobó el sitio de la estación, que era un antiguo jardín comunitario junto a la Biblioteca pública de Boca Ratón.
En septiembre de 2020, la ciudad recibió una subvención de 16 millones de dólares del Departamento de Transporte de los Estados Unidos para utilizarla en la construcción de la estación y la infraestructura relacionada. Una parte de la subvención financiaría la construcción de un estacionamiento para 455 automóviles que acomodaría tanto a los pasajeros de Brightline como a los usuarios de la biblioteca pública vecina. La construcción del garaje comenzó en diciembre de 2021 y se completó en el cuarto trimestre de 2022. La construcción de la estación real comenzó el 25 de enero de 2022, acompañada de una ceremonia oficial de inauguración organizada por el presidente de Brightline, Patrick Goddard. Se llevó a cabo una ceremonia de inauguración un día antes de la fecha de inauguración de la estación, que se abrió al público el 21 de diciembre de 2022, y tardó menos de un año en completarse.